# 豪达港口博物馆

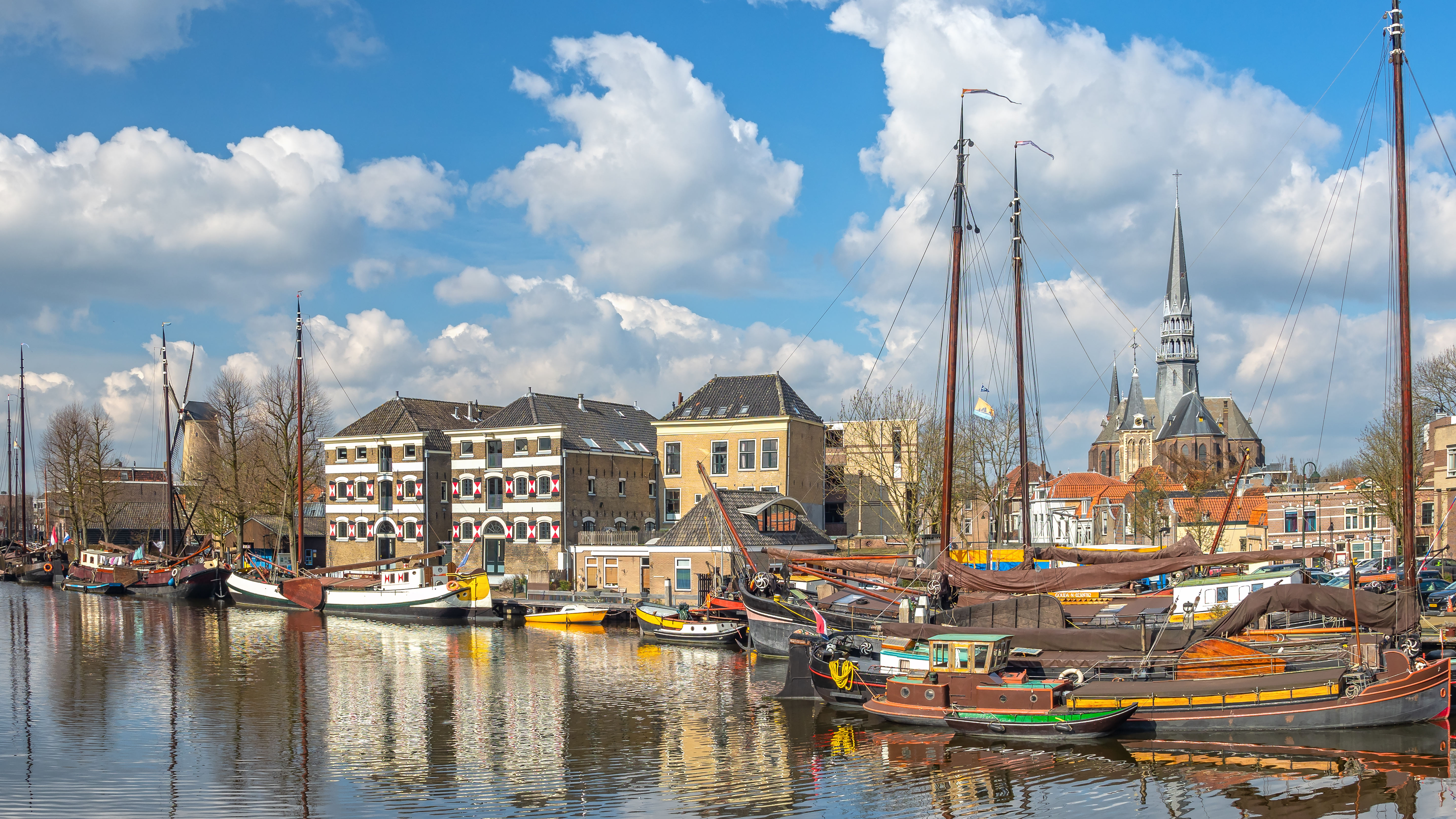
'豪达港口博物馆

豪达港口博物馆（荷蘭語：Museumhaven Gouda）是荷兰南荷兰省豪达的一个博物馆式的港口，位于豪达旧城南端，展示了许多古老的船只及港口风貌。港口中停满了旧帆船，并附有各船的说明。游客可在此领略豪达的港口风貌，并参观旧帆船。